# 魯達 (斯克維拉區)
49°47′50″N 29°50′10″E / 49.79722°N 29.83611°E
魯達（烏克蘭語：Руда）是位於烏克蘭北部的村莊，由基辅州白采爾克瓦區的斯克維拉市鎮負責管轄。該村始建於1836年，面積0.36平方公里，海拔高度203米，2001年人口1,636，人口密度每平方公里4,544.4人。